# سیارک ۴۱۹۳
سیارک ۴۱۹۳ (به انگلیسی: 4193 Salanave، نامگذاری:1981SM1) چهار هزار و صد و نود و سومین سیارک کشف شده‌است که در ۲۶ سپتامبر ۱۹۸۱ کشف شد.
قدر مطلق سیارک برابر ۱۲٫۳۰ است.